# Aeroportul Quatro de Fevereiro
Aeroportul Quatro de Fevereiro (în portugheză Aeroporto Internacional 4 de Fevereiro) (IATA: LAD, ICAO: FNLU) este un aeroport din Luanda, Provincia Luanda, Angola ce deservește zona Luanda. Aeroportul a fost tranzitat în 2009 de 2.430.794 de pasageri. A fost deschis în 1954 și numit după zona deservită.
Situat la o altitudine de 74 m, aeroportul dispune de 2 piste. Este operat de ENANA⁠(d).

## Infrastructură

### Piste
Aeroportul dispune de 2 piste. Pista 05/23 are suprafața de asfalt și dimensiunile 3.716 m × 45 m. Pista 07/25 are suprafața de asfalt și dimensiunile 2.600 m × 40 m. 